# Acolastus costatus
Acolastus costatus es un coleóptero de la familia Chrysomelidae.
Fue descrita científicamente por primera vez en 1999 por Medvedev & Sprecher-Uebersax.